# Starcross
Starcross ist ein Computerspiel des US-amerikanischen Unternehmens Infocom aus dem Jahr 1982. Es gehört zum Genre der Textadventures.

## Handlung
Die Science-Fiction-Handlung spielt im Jahr 2186 im Sonnensystem. Der Spieler sucht als „Black Hole Miner“ mit seinem Raumschiff M.C.S. Starcross im solaren Asteroidengürtel nach Schwarzen Löchern, deren Energie er anzapft und speichert, um sie später mit Gewinn zu veräußern. Dabei trifft er auf ein extraterrestrisches Raumschiff. Der Spieler muss das Schiffsinnere erkunden, zahlreiche Rätsel lösen und Kontakt mit den außerirdischen Lebewesen im Raumschiff aufnehmen.

## Spielprinzip und Technik
Die Steuerung von Starcross erfolgt über die Tastatur. Englischsprachige Worte und Sätze werden über einen Parser eingegeben. Die Packungsbeilage des Adventures enthält den Brief eines fiktiven Bureau of Extra-Solar Intelligence mit Hinweisen zum Umgang mit außerirdischen Lebensformen sowie eine Weltraum-Navigationskarte und weitere, zur Spiellösung nützliche Gegenstände.

## Produktionsnotizen
Starcross hat keine Grafik und keinen Sound. Entwickelt wurde das Adventure auf Basis der Z-machine; die Umsetzung erfolgte für zahlreiche Heim- und Personal Computer: Apple II, Atari-8-Bit, Atari ST, Commodore 64, Commodore Amiga, Commodore Plus/4, CP/M, MS-DOS, NEC APC, NEC PC 8000, Osborne 1, PDP-11, Rainbow 100 und TRS-80.
Autor und Programmierer war Dave Lebling. Es war das erste Science-Fiction-Spiel der Firma. Lebling war großer Science-Fiction-Fan und bezeichnete Starcross als Hommage an Arthur C. Clarke (insbesondere an Rendezvous mit 31/439) und Larry Niven.
2019 wurde der Quelltext des Spiels auf dem Software-Entwicklungs-Repository GitHub veröffentlicht.

## Rezeption
Das britische Magazin Zzap!64 rechnete das Spiel dem Genre Hard Science-Fiction zu und sah inhaltliche Parallelen zum Roman Rendezvous mit 31/439 von Arthur C. Clarke. Das Magazin lobte Erzähltechnik und Anspruch des Spiels, kritisierte aber ein unfaires Rätsel, das „akademisches Wissen“ (um Grundlagen der Chemie) voraussetze, sowie einige fehlende Komfortfunktionen des Parsers. Anfang der 1980er-Jahre würdigte ein amerikanischer Spielrezensent Starcross als fesselndes Textadventure („one of the most engrossing and engaging adventures I have experienced in a long time.“).
Starcross wurde in Untersuchungen zur Computerspielgeschichte und -theorie mit behandelt. Maher (2006) stellte fest, dass Starcross einerseits ein handwerklich solides, gut spielbares Adventure sei; andererseits habe es aber für die weitere Entwicklung der Interactive Fiction keine herausragende Bedeutung gehabt.